# Darmstadt-Bessungen
Darmstadt-Bessungen är en stadsdel i Darmstadt, Tyskland. Den var tidigare en självständig kommun i södra Hessen. 

## Historia
Orten nämns 1002 för första gången i en urkund.
Under 1600-talet drabbades staden av pesten och trettioåriga kriget.
Istället sammanslogs Bessungen och Darmstadt den 1 april 1888.

## Historiska namn
- 1002: Bezcingon
- 1680: Bessingen
- till 1888: Bessungen
- sedan 1888: Darmstadt-Bessungen

## Galleri

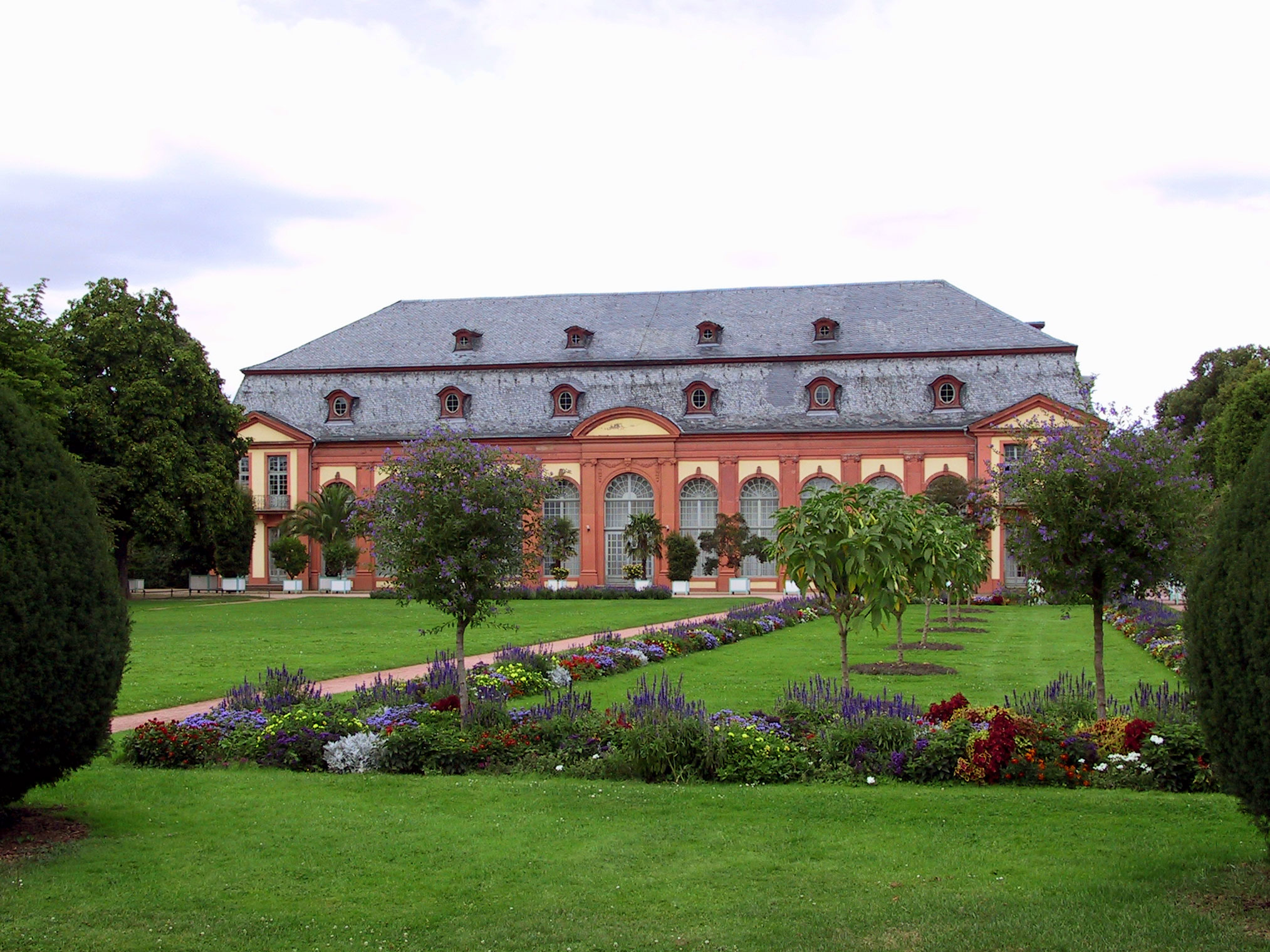
"Orangerie" (2005)
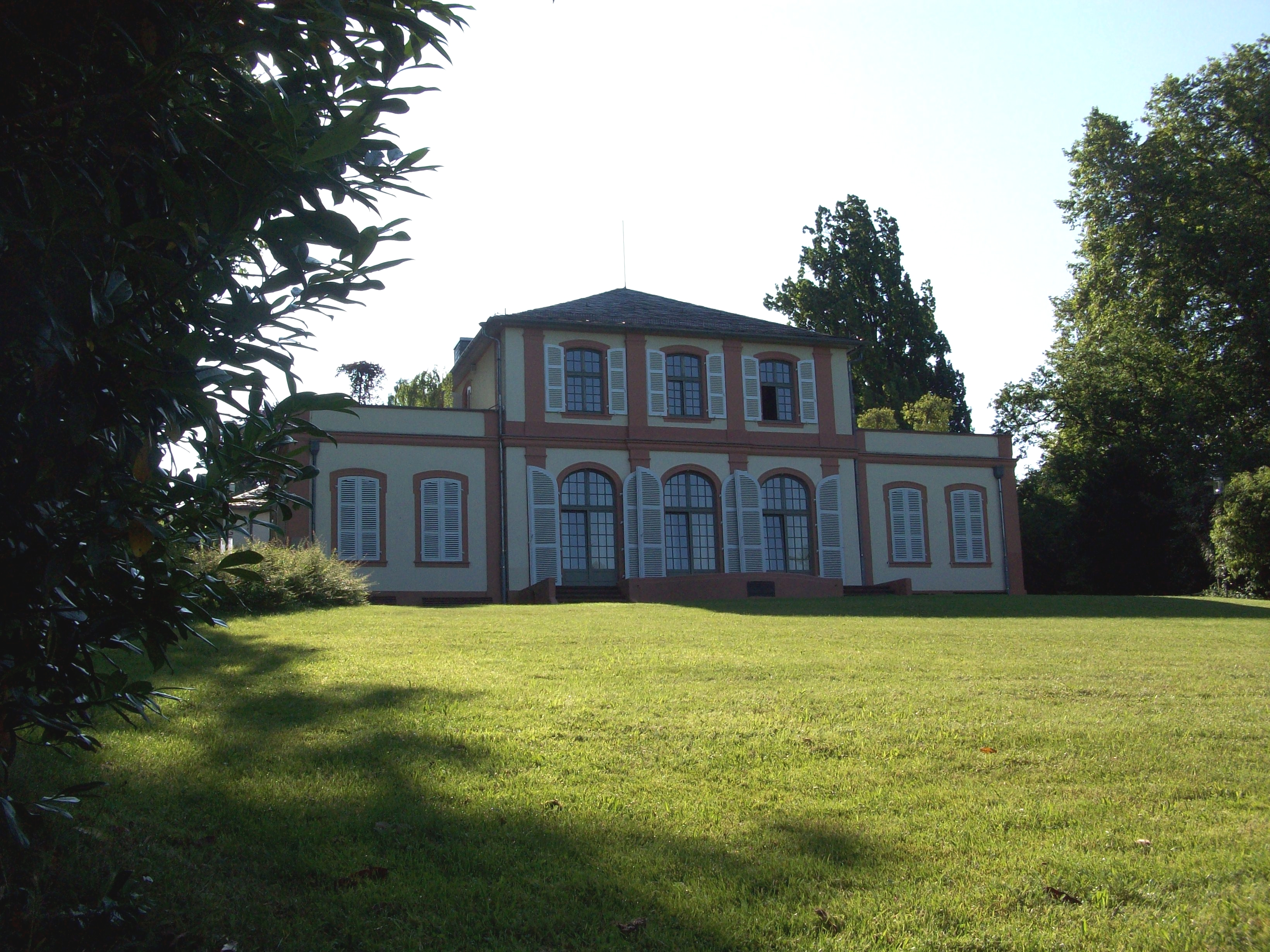
"Prinz-Emil-Palais" (2012)
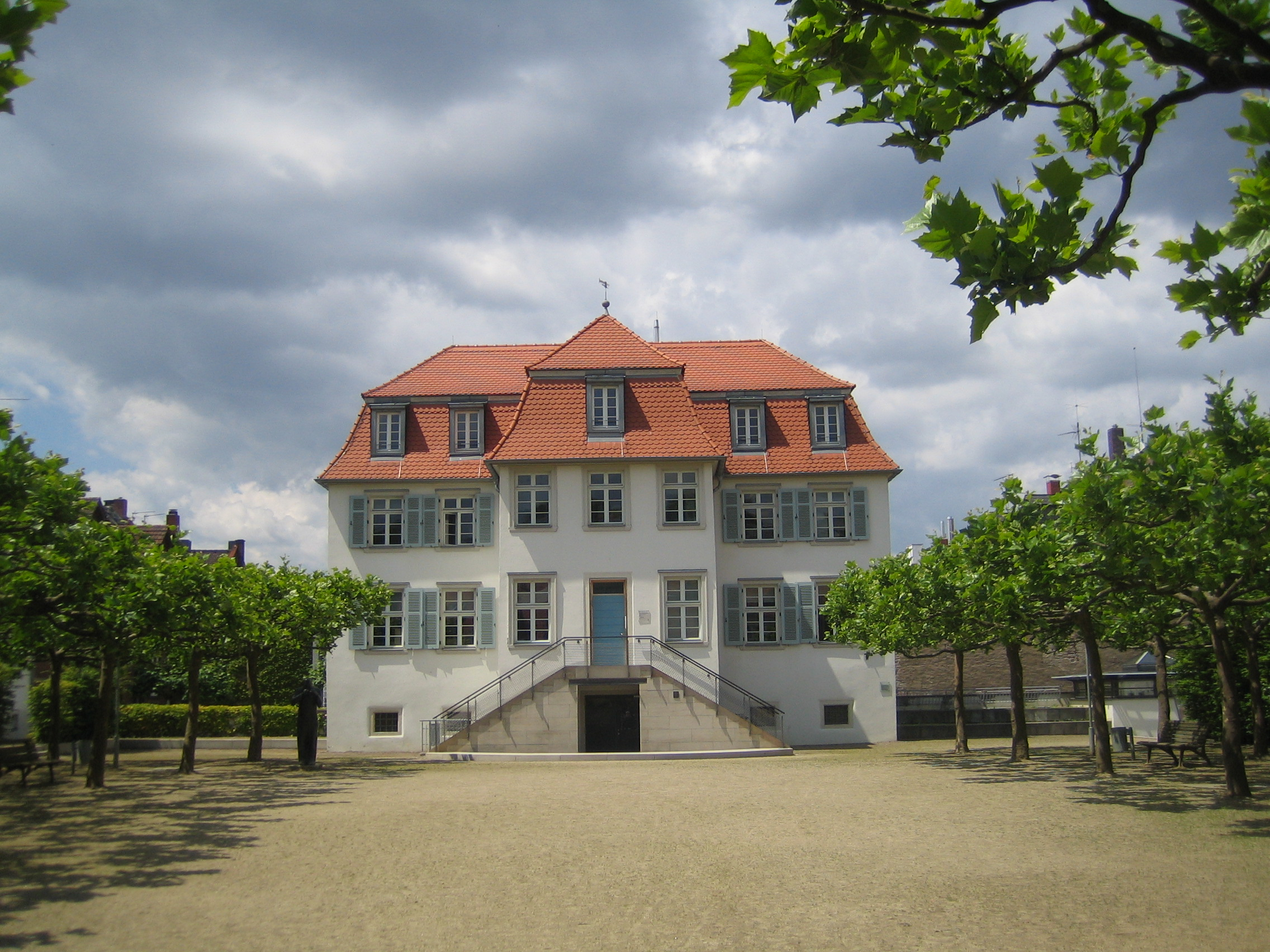
"Kavaliershaus" (2009)
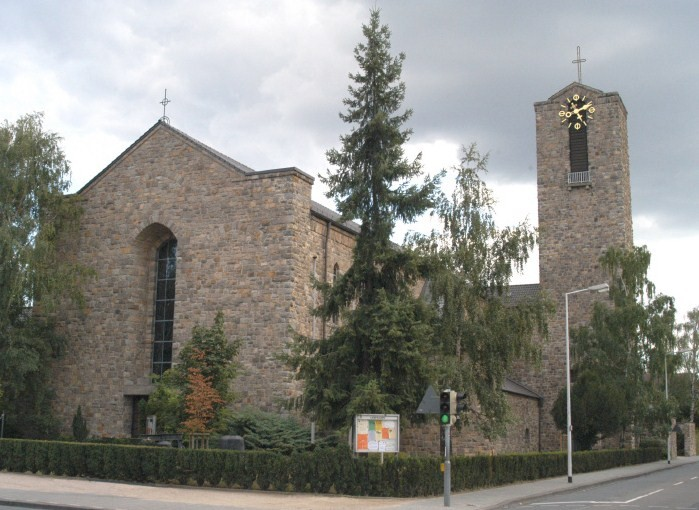
Katolska kyrka "Liebfrauenkirche" (2011)
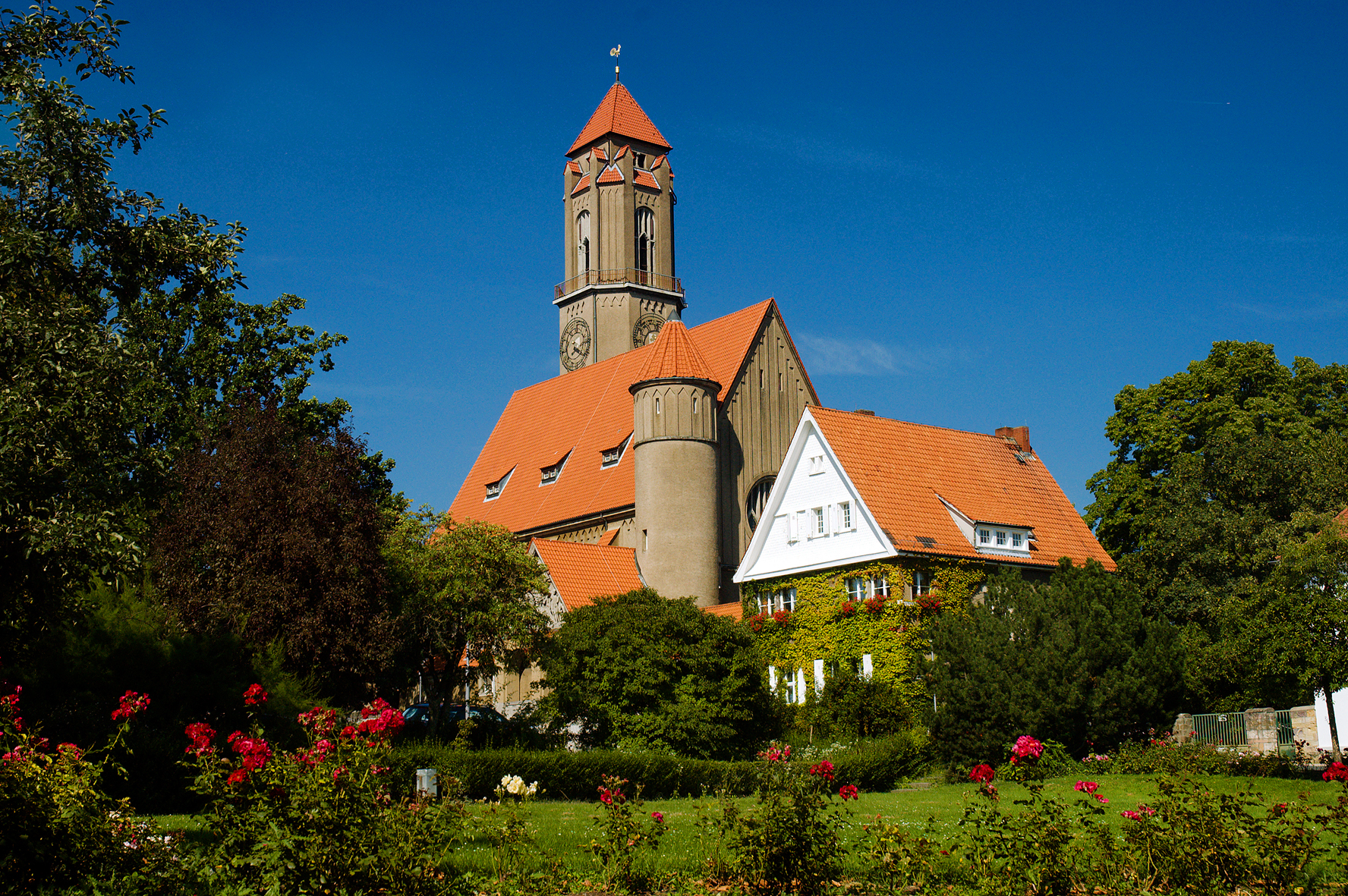
Evangeliska kyrka "Pauluskirche" (2007)
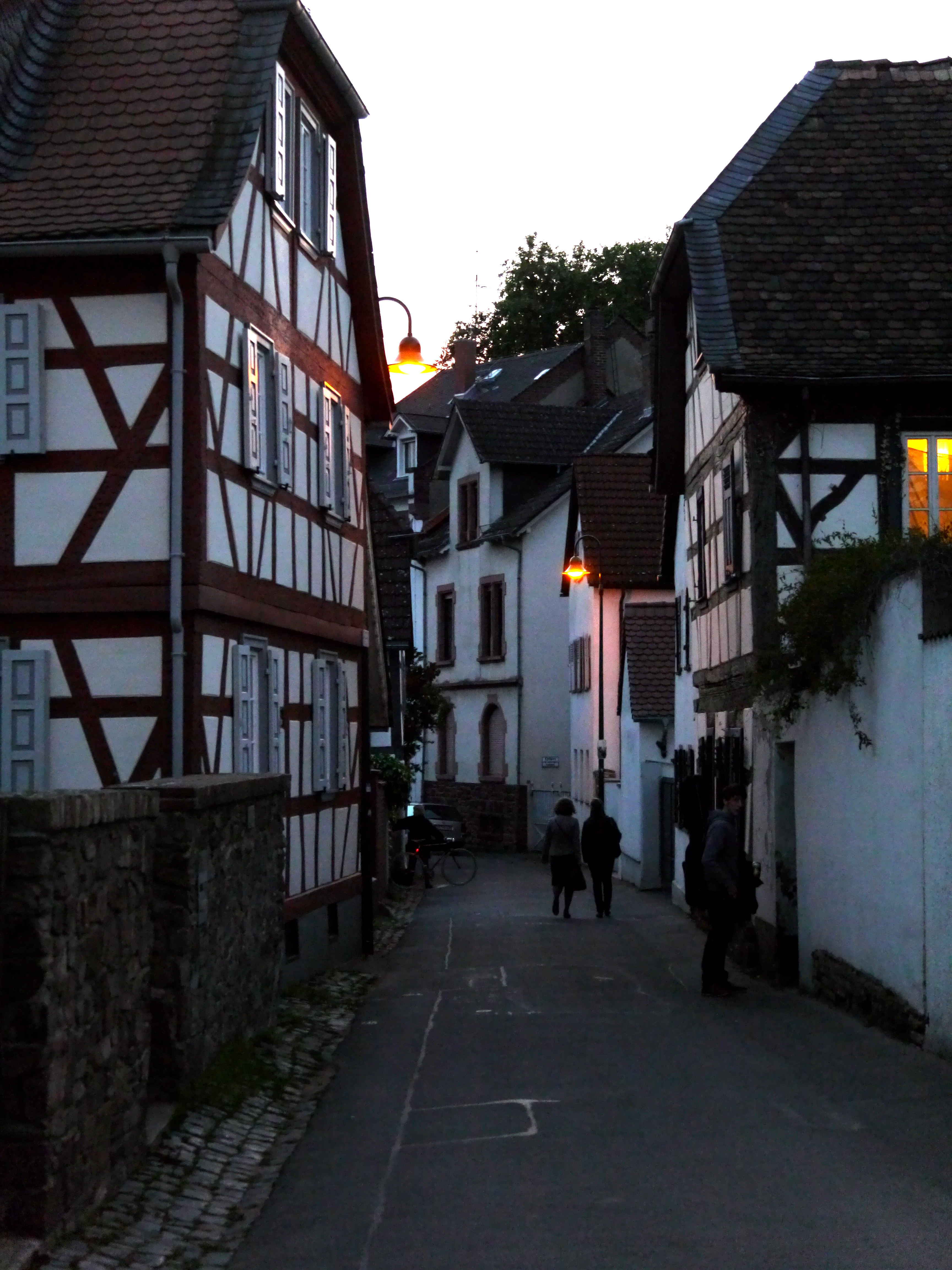
Gamla Bessungen (2014)